# Stirling (circonscription du Parlement britannique)
Pour l’article homonyme, voir Stirling.
Circonscription parlementaire de la Chambre des communes
Stirling est une circonscription électorale britannique située en Écosse.

## Liste des députés
| Élection | Élection | MP                    | Parti              |
| -------- | -------- | --------------------- | ------------------ |
|          | 1983     | Michael Bruce Forsyth | Parti conservateur |
|          | 1997     | Anne McGuire          | Parti travailliste |
|          | 2015     | Steven Paterson       | SNP                |
|          | 2017     | Stephen Kerr          | Parti conservateur |
|          | 2019     | Alyn Smith            | SNP                |

## Résultats électoraux
| Parti politique         | Parti politique         | Nom                     | Voix   | %       | ±%    | Maj.  |
| ----------------------- | ----------------------- | ----------------------- | ------ | ------- | ----- | ----- |
|                         | Nationaux écossais      | Alyn Smith              | 26 895 | 51,11 % | 14,4  | 9 254 |
|                         | Conservateur            | Stephen Kerr (sortant)  | 17 641 | 33,53 % | −3,5  |       |
|                         | Travailliste            | Mary Ross               | 4 275  | 8,12 %  | −14,0 |       |
|                         | Libéraux-démocrates     | Fayzan Rehman           | 2 867  | 5,45 %  | 2     |       |
|                         | Vert écossais           | Bryan Quinn             | 942    | 1,79 %  | 1,8   |       |
| Total des votes valides | Total des votes valides | Total des votes valides | 52 620 | 100 %   |       |       |
| Électeurs inscrits      | Électeurs inscrits      | Électeurs inscrits      | 68 473 |         |       |       |